# Корсаков Сергій Сергійович
Сергі́й Сергі́йович Корсако́в (3 лютого 1854 — 1 травня 1900) — російський психіатр

## Життєпис
1875 року закінчив курс медичного факультету при Московському університеті і тут же, у 1887 році, одержав ступінь доктора медицини, представивши як дисертацію досить цінну роботу: «Про алкогольний параліч».
З 1892 року професор психіатрії при Московському університеті, з 1899 року — директором психіатричної клініки. Один із засновників експериментальної психологічної лабораторії в Москві в 1886 р.
Дав клінічний опис порушення пам'яті на актуальні події, що супроводжується просторовою і часовою дезорієнтацією, яке одержалоназву «корсаковського синдрому» (cerebropathia psychica tokaemica). Корсаков виділив і описав ще одну хворобу — paranoia hyperphantasica. Досить важливим внеском в науково-навчальну медичну літературу є його «Курс психіатрії» (3-є видання, 1914) і журнальні статті (хворобливі розлади пам'яті і їхня діагностика, до психології мікроцефалів, про свободу волі, до питання про піклування душевнохворих вдома й інші). Численні учні Корсакова створили особливу школу психіатрів і невропатологів.

## Праці
- «Про алкогольний параліч»
- «Курс психіатрії» (3-є видання, 1914)